# General Electric CF34
O General Electric CF34 é uma família de motores turbofan produzidos pela General Electric.

## CF34-3
O modelo CF34-3 entrou ao serviço em 1983. A sua construção baseou-se em tecnologia militar e comercial. Equipa, entre outros, o Bombardier Challenger 601, Bombardier Challenger 604, Bombardier Challenger 605 e Bombardier Challenger 850. Tem um peso de 1.650 lb e uma potência de 9.220 lb.

## CF34-8
O modelo CF34-8 tem um peso de 2.450 lb e uma potência de 14.510 lb. Equipa o
Bombardier Challenger 870/890; CRJ 700, CRJ 701, CRJ 705 e CRJ 900; e ERJ 170-100 e ERJ 175-100.

## CF34-10

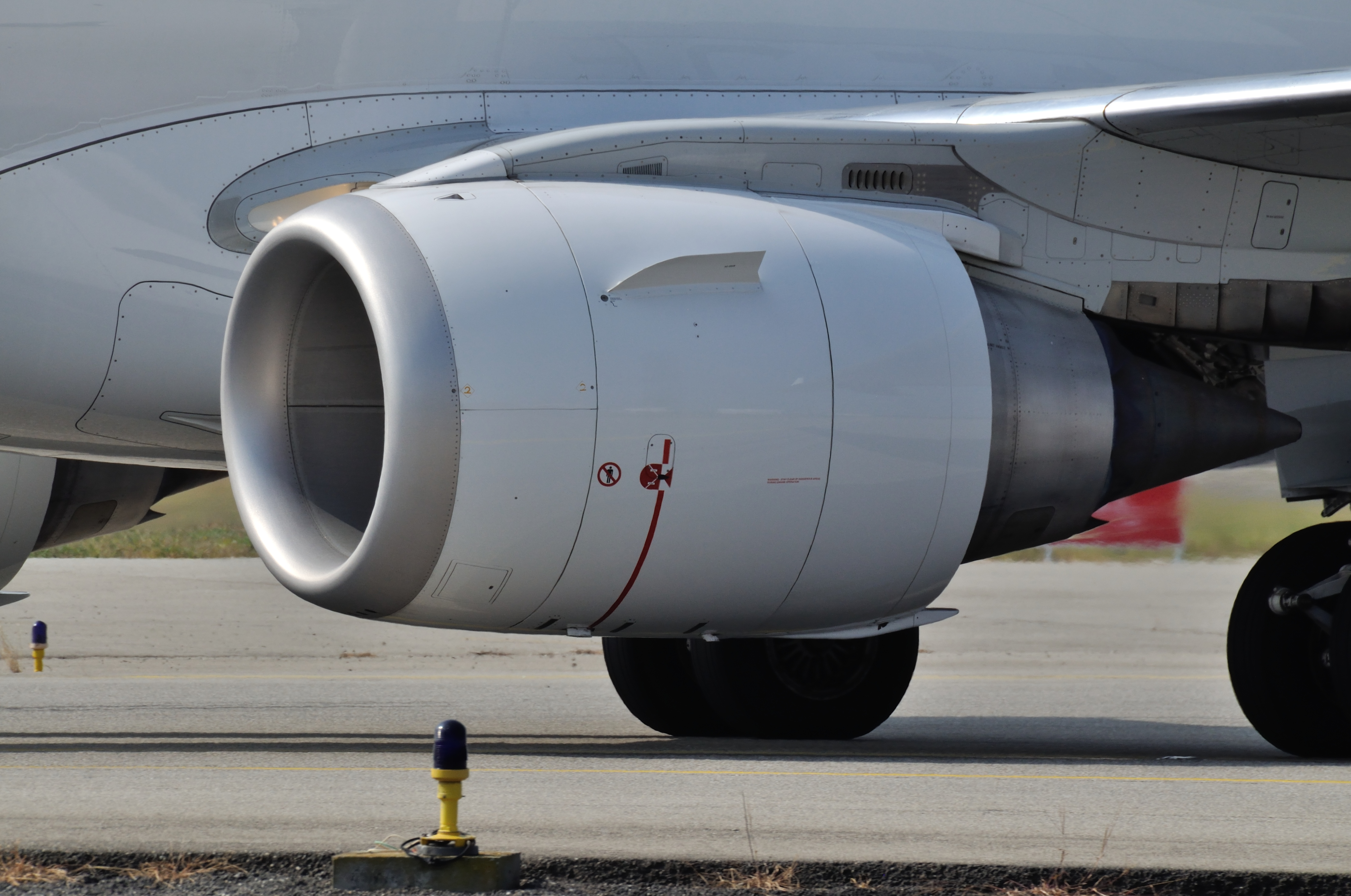
CF34 instalado em um ERJ195

O modelo CF34-10 pesa 3.700 lb e tem uma potência de 20.360 lb. Faz parte dos ARJ21-700, ARJ21-900, ERJ190-100, ERJ195-100 e Embraer Lineage 1000.

## Características técnicas
|                                              | CF34-3                  | CF34-8                  | CF34-10                         |
| -------------------------------------------- | ----------------------- | ----------------------- | ------------------------------- |
| Comprimento                                  | 103 in                  | 128 in                  | 90 in                           |
| Diâmetro                                     | 49 in                   | 52 in                   | 57 in                           |
| Compressor                                   | 1 fan 14 HP stages      | 1 fan 10 HP stages      | 1 fan + 3 LP stages 9 HP stages |
| Turbina                                      | 4 LP stages 2 HP stages | 4 LP stages 2 HP stages | 4 LP stages 1 HP stage          |
| Potência ao nível do mar                     | 9,220 lbf               | 13,790 - 14,510 lbf     | 18,285 - 20,000 lbf             |
| Rácio "Potência-vs-massa"                    | 5.6:1                   | 5.3:1                   | 5.2:1                           |
| Overall pressure ratio no máximo da potência | 21:1                    | 28:1 - 28.5:1           | 29:1                            |
| Razão de diluição                            | 6.2:1                   | 5:1                     | 5:1                             |